# Делница (Сучава)
Делница (рум. Delnița) насеље је у Румунији у округу Сучава у општини Фунду Молдовеј. Oпштина се налази на надморској висини од 901 m.

## Становништво
Према подацима из 2002. године у насељу је живело 107 становника, од којих су сви румунске националности.